# 正讀圖書館
正讀圖書館是一座位于韩国首尔鍾路區，属于京畿高等學校校园的一部分。图书馆的其中一部分属于宗親府。宗親府于1433年兴建，是现在仅存三座朝鲜王朝的建筑之一，其余建筑部分于战争中被破坏。改建成为图书馆的工程于1977年完成。

## 交通
- 韩国首都圈电铁首尔地铁3号线安国站